# Khayelitsha

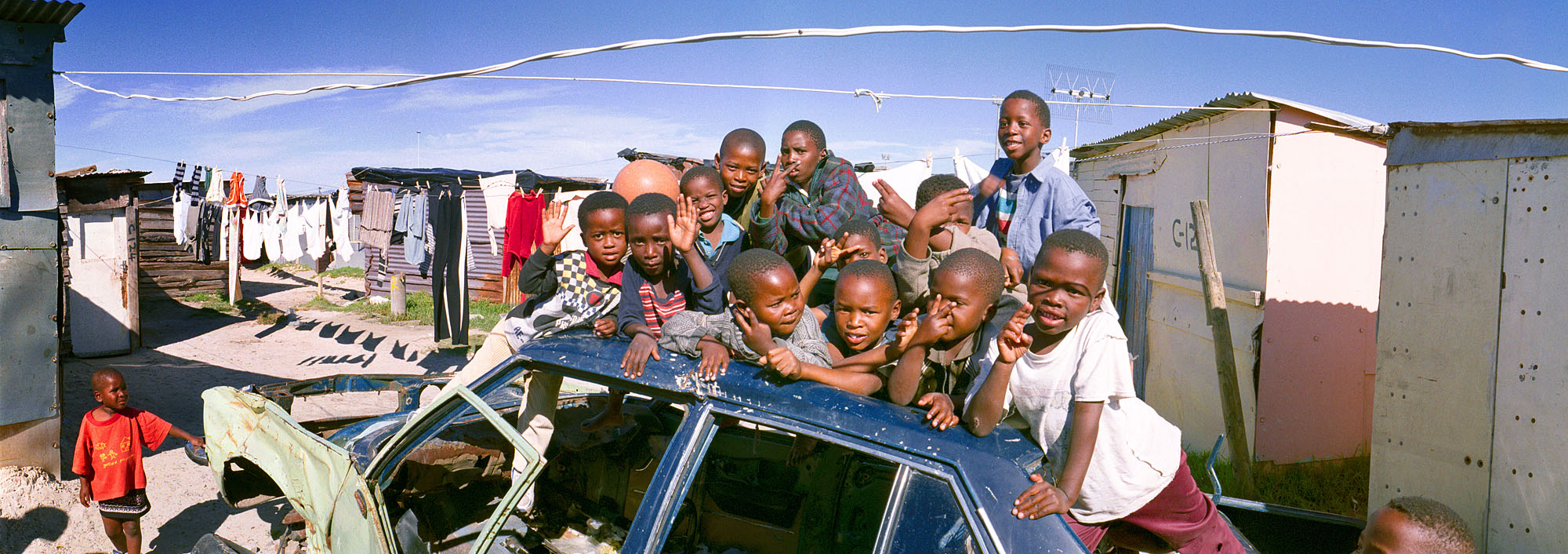
Kinderen in Khayelitsha

Khayelitsha is een township in de Kaapse Vlakte van de Zuid-Afrikaanse stad Kaapstad.
Khayelitsha betekent 'nieuw thuis' in het Xhosa. De Kaapse Vlakte ('Cape Flats') is een gebied ten oosten van de stad. Khayelitsha strekt zich uit tot aan de kust en is omgeven door zandduinen. Er zijn er die geloven dat dit bewust gedaan is door de apartheidsplanners om politieke onlusten te onderdrukken. Volgens dit model heeft Khayelitsha slechts drie uitgangen en was dus eenvoudig af te sluiten in tijden van onlusten.
Khayelitsha is de grootste township van de Kaapse Vlakte en strekt zich uit langs de snelweg N2. Er wonen ongeveer 400.000 mensen. De werkloosheid wordt geschat op 70%. Degenen die wel werk hebben vertrekken 's ochtends vroeg massaal vanaf het treinstation in Khayalitsha met de trein naar Kaapstad. De situatie in Khayelitsha is de laatste jaren verbeterd. Er zijn vele bouwprojecten waarin shacks (woninkjes van golfplaat en hout) worden vervangen door stenen woningen. Tevens wordt er hard gewerkt aan stromend water en de elektriciteitsvoorziening. Daarnaast zijn er projecten die tot doel hebben om werkgelegenheid voor de bewoners te creëren, bijvoorbeeld door vrouwen te leren hoe ze souvenirs kunnen maken van kralen.
Sinds 2013 verzorgd de Health Promoters South Africa gezondheidseducatie voor de bewoners van Khayelitsha. Opgezet door wijlen Dr. h.c. Harold Robles en Dr. Jelle braaksma met als doel basiseducatie op het gebied van de gezondheidszorg. Sinds december 2020 heeft de Health Promoters Zuid-Afrika een partnership met UNESCO Chair Global Health & Education. Er is nu tevens een opera in het Xhosa die zich in Khayelitsha afspeelt; U-Carmen eKhayelitsha, een bewerking van Carmen van Georges Bizet.
Als toerist kan men Khayelitsha bezoeken onder begeleiding van een gids. Er zijn daarnaast in Khayelitsha goede bed & breakfasts en restaurantjes. Ook zijn er markten en winkeltjes waar (handgemaakte) souvenirs worden verkocht.

## Subplaatsen
Het nationaal instituut voor de statistiek, Stats SA, deelt sinds de census 2011 deze hoofdplaats in in 28 zogenaamde subplaatsen (sub place), waarvan de grootste zijn:
Harare/Holimisa • Ikwezi Park • Khayelitsha T3-V2 • Khayelitsha T3-V3 • Khayelitsha T3-V5 • Town 3 • Victoria Merge • Village V3 North.